# Запис Бујагића јабука (Међулужје)
Запис Бујагића јабука (Међулужје) се налази на парцели чији је власник Бујагић Жељко.

## Локација
| Општина             | Младеновац                                                       |
| Катастарска општина | Међулужје                                                        |
| Потес               | Луг                                                              |
| Координате          | 44° 24′ 18″ С; 20° 41′ 59″ И / 44.405099999999997° С; 20.6996° И |
| Надморска висина    | 139m                                                             |

## Карактеристике
Дендрометријске вредности утврђене на терену и сателитским снимцима:
| Стабло                     | Јабука |
| Висина стабла              | m      |
| Обим дебла                 | m      |
| Пречник крошње             | 5m     |
| Пречник дебла              | m      |
| Висина дебла до прве гране | m      |

## База записа
Запис је у оквиру Викимедија пројекта "Запис - Свето дрво" заведен под редним бројем 0966.